# Bug (technologie)
Een bug is een fout in een computerprogramma of een website, waardoor het zijn functie niet (geheel) volgens specificaties vervult.
Praktisch alle programma's van enige omvang bevatten bugs, maar de meeste worden niet als storend ervaren of treden alleen onder zeldzame omstandigheden op. Een van de bekendste bugs (of eigenlijk een verzameling bugs die onder dezelfde omstandigheid tot uitdrukking kwam) was de millenniumbug. De millenniumbug is echter geen echte bug, maar een voorbeeld van slechte specificaties.
Het traceren en verwijderen van bugs wordt debuggen genoemd. Speciale software, de debugger, kan helpen bij het vinden van (de oorzaak van) een bug. Er bestaat ook hulpsoftware, vaak geïntegreerd in de ontwikkelomgeving, die verdachte constructies in de broncode kan signaleren voordat een fout in de werking van het programma tot uitdrukking komt.

## De eerste bug

De "eerste bug"

De ontdekking van de eerste computerbug wordt wel (ten onrechte) toegeschreven aan Grace Hopper. Zij werkte in 1947 op de Harvard University. Bij het zoeken naar de oorzaak van een storing in de Mark II Aiken Relay Calculator vond een van de operators een nachtvlinder in relais nummer 70 op paneel F. Dit insect werd in het logboek geplakt, met als bijschrift "first actual case of bug being found" (eerste echte vondst van ongedierte).
Volgens Grace Hopper zelf werd de term bug al gebruikt voor een storing in de radar tijdens de Tweede Wereldoorlog. In het Engels is het woord bug een algemene benaming voor ongedierte zoals kevers. Nadien vond men de term "debuggen" uit. Dit was het controleren of er geen ongedierte in de computer verscholen zat; later kreeg het de betekenis van het verwijderen van fouten uit programma-code.
Hawkin's New Catechism of Electricity (1896 Theo. Audel & Co.)zegt erover:
The term "bug" is used to a limited extent to designate any fault or trouble in the connections or working of electric apparatus.
Zoekend naar de herkomst van de term schrijft dit boek:
said to have originated in quadruplex telegraphy and have been transferred to all electric apparatus.
Thomas Edison schreef in een brief in 1878:
It has been just so in all of my inventions. The first step is an intuition, and comes with a burst, then difficulties arise — this thing gives out and [it is] then that 'Bugs' — as such little faults and difficulties are called — show themselves and months of intense watching, study and labor are requisite before commercial success or failure is certainly reached.
Het woord bug als term voor "fout" kan al ontstaan zijn in de 14e eeuw afgeleid van het Welsh woord *bwg* (Concise Oxford Dictionary of English Etymology).
Webster's 10th Collegiate Dictionary beschrijft het woord bug in de betekenis "an unexpected defect, fault, flaw, or imperfection" met bronnen teruggaand tot 1622.

## In andere betekenissen gebruikt
De term bug wordt onder andere gebruikt voor semiautomatische seinsleutels sinds 1902.
De fabrikant Vibroplex van seinsleutels had een kever in het logo.
Ook afluistermicrofoontjes worden wel bugs genoemd.

## Oorzaken
Een storing in de werking van een programma, ook wel goedmoedig "onbedoelde functionaliteit" genoemd, berust vaak op een fout van een programmeur. Zo'n fout kan uiteenlopende oorzaken hebben:
- misinterpretatie van de bedoelde werking van het te schrijven programma(onderdeel);
- misinterpretatie van constructies of functies van de programmeertaal of -omgeving;
- misinterpretatie van de bedoelingen van een andere programmeur die eerder aan hetzelfde programmaonderdeel werkte;
- onvoldoende rekening houden met alle voorkomende (normale) invoer en omstandigheden;
- wijziging van onderdelen van een programma die gevolgen hebben voor de werking van andere delen van het programma zonder die andere delen daarop aan te passen;
- overnemen van fragmenten uit een ander (deel van hetzelfde) programma zonder de noodzakelijke aanpassingen;
- lees- en schrijffouten (verwisselen van letters die op elkaar lijken, verkeerde schrijfwijze waardoor een andere dan de bedoelde functie ontstaat);
- tikfouten (een andere toets raken dan de bedoelde).

Wanneer een programma(onderdeel) anders wordt gebruikt, dan volgens specificaties, kunnen storingen ontstaan die strikt genomen geen bugs zijn. Een spectaculair voorbeeld daarvan was de ramp met de Ariane 5-raket op 4 juni 1996, waarin software uit de (minder krachtige) Ariane 4 werd hergebruikt maar niet met alle daarvoor benodigde aanpassingen.

## Trivia
- Schertsend worden bugs soms undocumented features (ongedocumenteerde eigenschappen) genoemd.